# Poneloya

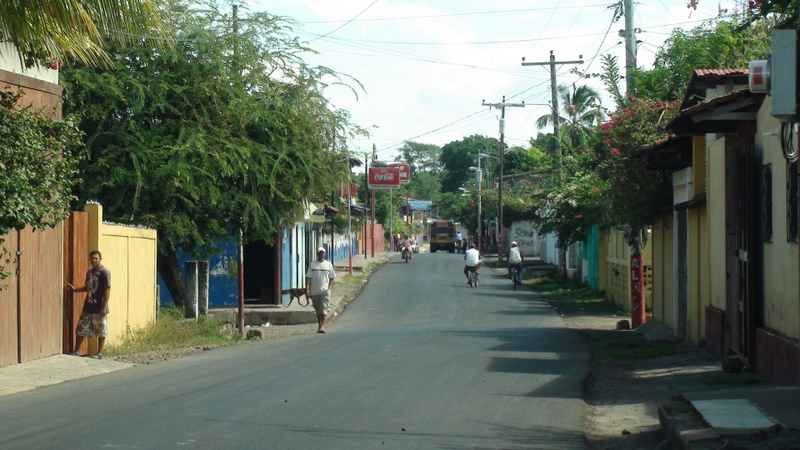
Calle en Poneloya

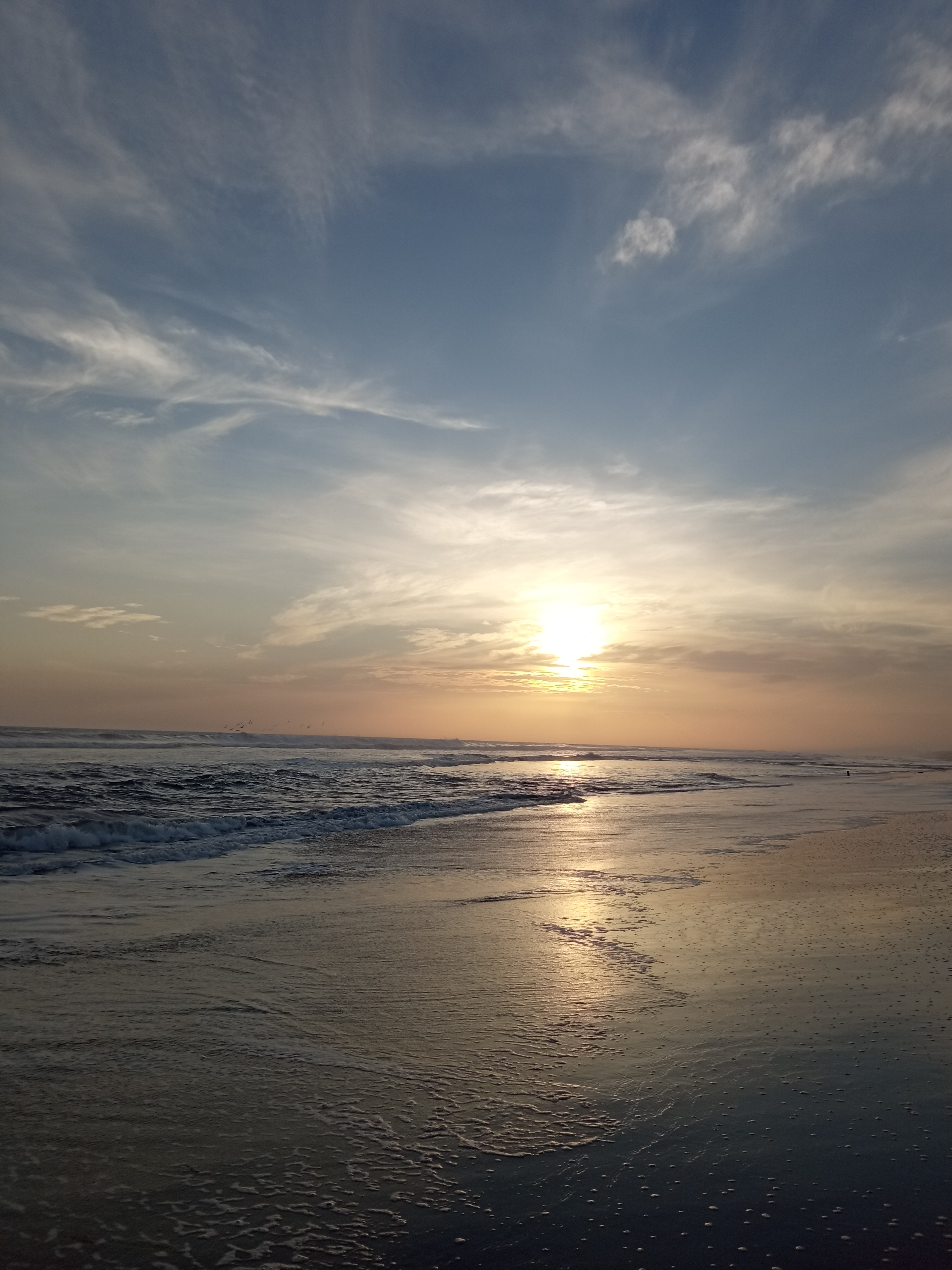
Atardecer en la Playa de Poneloya

Poneloya es una playa del Pacífico de Nicaragua, muy popular en el turismo nicaragüense ubicada a 18 km del centro de la ciudad de León, donde miles de turistas la visitan cada año en especial en las épocas de Semana Santa situada frente al océano Pacífico. 

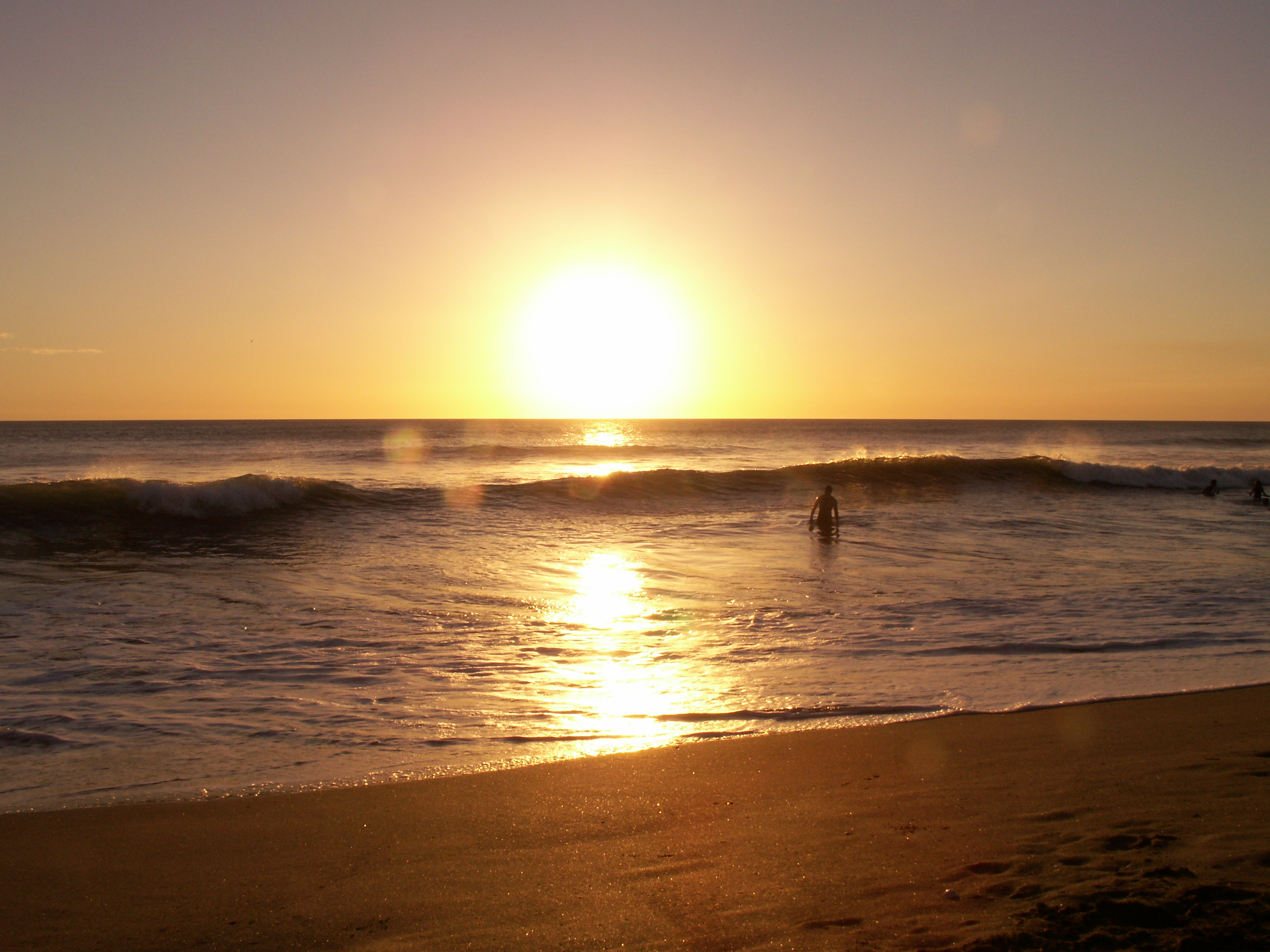
Atardecer en Poneloya

## Geografía
- Altitud: 3 metros.
- Latitud: 12º 22' 00" N
- Longitud: 087º 01' 59" O